# Hesston (Kansas)
Hesston es una ciudad ubicada en el condado de Harvey en el estado estadounidense de Kansas. En el año 2010 tenía una población de 3709 habitantes y una densidad poblacional de 553,58 personas por km².

## Geografía
Hesston se encuentra ubicada en las coordenadas 38°8′21″N 97°25′46″O / 38.13917, -97.42944 (38.139097, -97.429550).

## Demografía
Según la Oficina del Censo en 2000 los ingresos medios por hogar en la localidad eran de $42,585 y los ingresos medios por familia eran $51,474. Los hombres tenían unos ingresos medios de $39,891 frente a los $26,424 para las mujeres. La renta per cápita para la localidad era de $18,138. Alrededor del 5.5% de la población estaban por debajo del umbral de pobreza.